# New Tide Orquesta
New Tide Orquesta är en svensk kammarmusikgrupp från Stockholm och Göteborg, bildad 1996 under namnet New Tango Orquesta som de hette fram till 2012 då de bytte namn till New Tide Orquesta. Gruppen består av Per Störby, Livet Nord, Thomas Gustavsson, Josef Kallerdahl, Peter Gran och Johanna Dahl. 

## Historik
Gruppens musikaliska ledare är kompositören Per Störby, och tillsammans med honom har gruppen vridit och vänt på begreppet ”nuevo tango” på flera album och turnéer runt hela världen. De spelar en unik blandning av musikstilar med inslag av barockmusik, nuevo tango, fri improvisation, minimalism och konstmusik, och har en speciell, dynamisk ljudbild. 
De har släppt fem album under namnet New Tango Orquesta. Tredje albumet Bestiario fick en Grammisnominering 2005. Fjärde albumet The Kiev Concert spelades in i pampiga Oktoberpalatset i Kiev, Ukraina 2008. Femte albumet Vesper fick pris för "årets experiment" på Manifestgalan 2011. 2011 gavs även boken Full Scores/Photos/Text ut med alla noter (partitur) till Vesper tillsammans med texter av Mattias Brunn, omslagsbild av Ernst Billgren och samlade foton från gruppens karriär. 24 oktober 2012 släpptes gruppens sjätte album How To Climb A Mountain, första skivan under namnet "New Tide Orquesta". 
Deras musik har använts i många filmer, bland annat i den framgångsrika Searching for Sugar Man och Future My Love. De har även gjort musik till teater- och dansföreställningar. 2010 inledde de ett samarbete med Peder Bjurman och Lars Bethke och gjorde performance/dans/musik-föreställningen Sisyfos, som spelades i Sverige 2011-12. 
Gruppen har turnerat på konserthus, festivaler, klubbar och musikscener i bland annat Ryssland, Ukraina, Kina, Turkiet, Tyskland, Storbritannien, Irland, Argentina, Uruguay, Luxemburg, Danmark och Norge.  
Namnbytet från "New Tango Orquesta" till "New Tide Orquesta" presenterades samtidigt som konsertdokumentären The River Session, en film av Fredrik Egerstrand och Kalle Gustafsson Jerneholm, premiärvisad på SVT 2012. Ordet "Tango" togs bort från originalnamnet eftersom gruppen kände att deras musik hade "vuxit ur tangokostymen" och hämmades av att namnet innefattade en särskild genre.

## Medlemmar
- Per Störby, kompositör, bandoneon
- Livet Nord, violin
- Peter Gran, elgitarr
- Thomas Gustavsson, piano
- Josef Kallerdahl, kontrabas
- Johanna Dahl, cello

## Diskografi
- 1998 The New Tango Orquesta
- 2000 Part II
- 2005 Bestiario
- 2009 The Kiev Concert
- 2009 Vesper
- 2012 How To Climb A Mountain (release 24 oktober 2012, HOOB Records)